# YouTube
YouTube é uma plataforma de compartilhamento de vídeos com sede em San Bruno, Califórnia. O serviço foi criado por três ex-funcionários do PayPal — Chad Hurley, Steve Chen e Jawed Karim — em fevereiro de 2005. A Google comprou o site em novembro de 2006 por US$ 1,65 bilhão. Desde então o YouTube funciona como uma das subsidiárias da Google.
O YouTube utiliza o codec de vídeo VP9 primariamente para disponibilizar o conteúdo, mas é utilizado também H.264. Os codecs de áudio AAC, Opus e Vorbis são utilizados. Hospeda uma grande variedade de filmes, videoclipes e materiais caseiros. O material encontrado no YouTube pode ser disponibilizado em blogs e em sites pessoais através de mecanismos (APIs) desenvolvidos pelo site.
Possivelmente interessado em expandir o mercado de publicidade de vídeos através de seu AdSense e também em se consolidar como um dos maiores serviços de Internet do mundo, foi anunciada em 9 de outubro de 2006 a compra do YouTube pelo Google, pela quantia de 1,65 bilhão de dólares em ações. O resultado dessa aquisição fez com que o Google encerrasse as atividades do Google Video.
A revista estadunidense Time (edição de 13 de novembro de 2006) elegeu o YouTube a melhor invenção do ano por, entre outros motivos, "criar uma nova forma para milhões de pessoas entreterem-se, educarem-se e chocarem-se de uma maneira nunca antes vista". Em 2010, no aniversário de cinco anos do YouTube, foi divulgado que até então o site não havia sido lucrativo para os seus proprietários.

## Origem do nome
YouTube vem do inglês you: você e tube — tubo, ou, no caso, gíria utilizada para designar a televisão. No caso, You television ficaria algo como "Você televisiona", "Você transmite", "Você na telinha", "Você na tela", etc., lembrando que, assim como o português, a língua inglesa permite a criação de verbos com base em substantivos.

## História

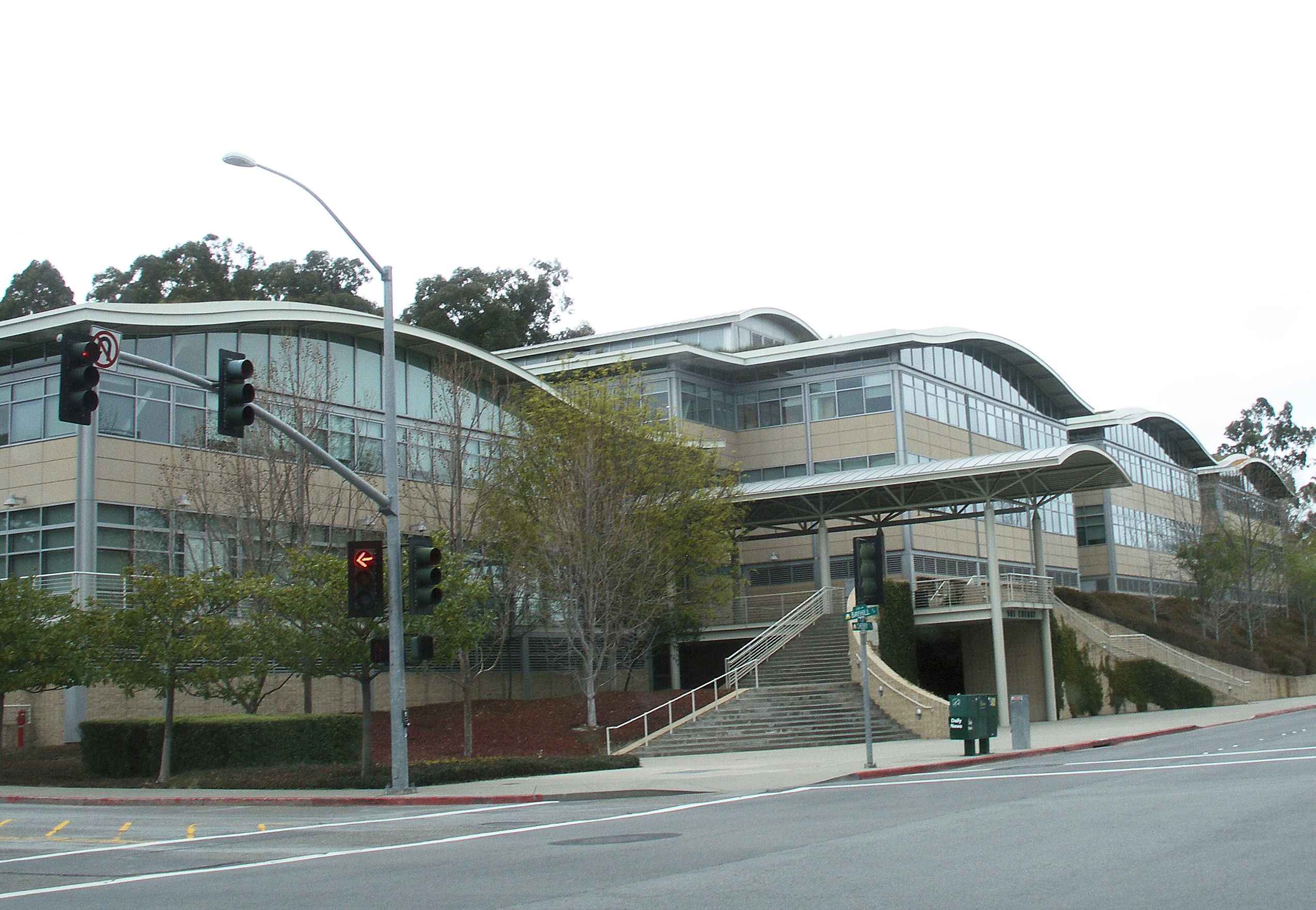
Sede do YouTube em San Bruno, Califórnia.

O YouTube foi fundado por Chad Hurley, Steve Chen e Jawed Karim, que eram funcionários da PayPal. Antes de trabalhar no PayPal, Hurley estudou design na Indiana University of Pennsylvania, e Chen e Karim estudaram ciência da computação juntos na University of Illinois em Urbana-Champaign.
O domínio "YouTube.com" foi ativado em 15 de fevereiro de 2005 e o site foi desenvolvido nos meses seguintes. Os criadores do site ofereceram uma prévia do site ao público em maio de 2005, seis meses antes do lançamento oficial. O primeiro vídeo do YouTube, intitulado Me at the zoo, publicado em abril do mesmo ano, mostra o co-fundador Jawed Karim no Zoológico de San Diego. O vídeo foi publicado em 23 de abril de 2005 e ainda pode ser visualizado no site.
Em 9 de outubro de 2006, foi anunciado que a companhia seria comprada pelo Google por 1 650 milhões de dólares em ações. O negócio entre Google e YouTube veio depois que o YouTube apresentou três acordos com empresas de comunicação em uma tentativa de evitar processos sobre infração de direitos autorais. O YouTube continuou operando independentemente, com seus co-fundadores e 67 empregados trabalhando dentro da empresa. A aquisição do YouTube foi fechada em 14 de novembro, e foi na época a segunda maior aquisição do Google.

### Problema com o nome de domínio
O êxito do YouTube afetou os negócios do "Universal Tube & Rollform Equipment", cuja URL original do site, YouTube.com, recebeu tantas visitas em um curto intervalo de tempo que acabou se sobrecarregando e saiu do ar devido ao alto número de acessos feitos por usuários que confundiam o endereço do YouTube. No início de novembro de 2006, a Universal Tube entrou com uma ação legal na corte dos Estados Unidos contra o YouTube, pedindo que o domínio YouTube.com lhes fosse transferido, sem obter êxito. A partir de junho de 2008 a url utube.com Arquivado em 1 de setembro de  2019, no Wayback Machine. contém um simples aviso, enquanto a "Universal Tube & Rollform Equipment" se mudou para utubeonline.com. De acordo com a ferramenta de busca de domínios WHOIS, Universal Tube ainda é dona do domínio "utube.com".

### Dia da mentira
Para a brincadeira do dia da mentira de 2008, todos os "Vídeos destacados" da página principal redirecionavam para o vídeo do Rick Astley "Never Gonna Give You Up," efetivamente rickrolling todos os que tentavam ver um vídeo destacado no site.
O mesmo tipo de brincadeira de dia da mentira ocorreu com o serviço em 2016, o qual anunciou o SnoopaVision, que permite aos usuários ver o ponto de vista do rapper Snoop Dogg, filmado em 360 graus, em alguns vídeos.

### Jogo da serpentenos vídeos
Em 2010, o YouTube criou uma alternativa divertida para quem espera o vídeo carregar. Enquanto o vídeo a que se quer assistir está carregando, pode-se pausá-lo e apertar a seta para cima ou para baixo do teclado, e já se estará jogando o "Jogo da Serpente".

## Recursos

### Tecnologia do vídeo
O YouTube usa principalmente os formatos de vídeo VP9 e H.264 / MPEG-4 AVC e o protocolo Dynamic Adaptive Streaming over HTTP. O YouTube começou a lançar vídeos no formato AV1.

#### Reprodução de vídeos
Anteriormente, a exibição de vídeos do YouTube num computador pessoal exigia a instalação do plug-in Adobe Flash Player no navegador. Em janeiro de 2010, o YouTube lançou uma versão experimental do site que usava os recursos internos de multimídia de navegadores da Web que suportam o padrão HTML5. Isso permitia a exibição de vídeos sem a necessidade de instalar o Adobe Flash Player ou qualquer outro plug-in adicional.
O site do YouTube tinha uma página que permitia que os navegadores suportados optassem pelo teste HTML5. Somente navegadores compatíveis com vídeo HTML5 usando MP4 (com vídeo H.264) ou WebM (com formato de vídeo VP8) poderiam reproduzir os vídeos, e nem todos os vídeos no site estavam disponíveis.

### YouTube Premium

Logo utilizada desde 2019, como YouTube Premium

O YouTube Premium (anteriormente YouTube Red) é o serviço de assinatura premium do YouTube. Oferece transmissão sem publicidade, acesso a conteúdo exclusivo, reprodução em segundo plano e de vídeo offline em dispositivos móveis e acesso ao serviço "Acesso ilimitado" do Google Play Music.
O YouTube Premium foi anunciado originalmente em 12 de novembro de 2014, como "Music Key", um serviço de streaming de músicas por assinatura, com o objetivo de integrar e substituir o serviço "Acesso ilimitado" existente no Google Play Music.
Em 28 de outubro de 2015, o serviço foi relançado como YouTube Red, oferecendo streaming sem anúncios de todos os vídeos, bem como acesso a conteúdo original exclusivo. Em novembro de 2016, o serviço conta com 1,5 milhão de assinantes, com mais um milhão em teste gratuito.
Em junho de 2017, a primeira temporada de originais do YouTube obteve 250 milhões de visualizações no total.

### YouTube TV

Logo utilizada pela YouTube TV

Em 28 de fevereiro de 2017, o Youtube anunciou em comunicado de imprensa realizada no YouTube Space Los Angeles o lançamento do YouTube TV, um over-the-top MVPD serviço de assinatura de estilo que estaria disponível para clientes dos Estados Unidos a um preço de US$ 35 por mês. Inicialmente lançado em cinco grandes mercados (Nova York, Los Angeles, Chicago, Filadélfia e São Francisco) em 5 de abril de 2017, o serviço oferece transmissões ao vivo de programação das cinco principais redes de transmissão (ABC, CBS, The CW, Fox e NBC), bem como aproximadamente 40 canais a cabo pertencentes aos pais corporativos dessas redes, The Walt Disney Company, CBS Corporation, 21st Century Fox, NBCUniversal e Turner Broadcasting System (incluindo entre outros Bravo, USA Network, Syfy, Disney Channel, CNN, Cartoon Network, E!, Fox Sports 1, Freeform, FX e ESPN). Os assinantes também podem receber Showtime e Fox Soccer Plus como complementos opcionais por uma taxa extra e podem acessar o conteúdo original do YouTube Premium (o YouTube TV não inclui uma assinatura vermelha do YouTube).

### YouTube Go

Logo utilizada pelo YouTube Go de dispositivo móvel.

O YouTube Go era um aplicativo Android lançado em 2016 destinado a facilitar o acesso ao YouTube em dispositivos móveis em mercados emergentes. Era diferente do principal aplicativo Android da empresa e permitia que os vídeos fossem baixados e compartilhados com outros usuários. Também permitia que os usuários visualizassem e compartilhassem vídeos baixados via Bluetooth, WI-FI e dados móveis, e oferecia mais opções para controle de dados móveis e resolução de vídeo.
Em agosto de 2022, O YouTube Go foi descontinuado pela Google. Segundo a empresa, devido a otimizações realizadas no aplicativo principal do YouTube para dispositivos móveis, é excluída a necessidade de um aplicativo mais leve. Suas principais funcionalidades como a possibilidade de baixar vídeos e assistir offline foram migradas para o YouTube Premium.

### YouTube Music

Logo do YouTube Music

No início de 2018, Cohen começou a sugerir o possível lançamento do novo serviço de streaming de músicas por assinatura do YouTube, uma plataforma que competiria com outros serviços, como Spotify e Apple Music. Em 22 de maio de 2018, foi lançada a plataforma de streaming de música "YouTube Music".

### YouTube Live
Pela primeira vez, no dia 22 de novembro de 2008, o YouTube passou a ser ao vivo. Uma página produzida pelos directores do YouTube, mostrou um espetáculo ao vivo no site. Celebridades do YouTube como "What the Buck", e celebridades mundiais como Akon e Wil.I.Am estiveram presentes. Os MythBusters também fizeram seu programa. Isso pode ser realizado por causa da utilização do programa "flip".
Em 30 de novembro de 2010, o Brasil teve sua primeira transmissão ao vivo através do Youtube live. Um show de sertanejo com três horas de duração. Dele participaram estes artistas: João Bosco & Vinicius, Michel Teló, Luan Santana, Bruno & Marrone e Victor & Léo.

### Editor de vídeos on-line
Em junho de 2010, o YouTube lançou o editor de vídeos on-line, onde são possíveis transições entre cenas, troca de trilhas de áudio, união e cortes de vídeos publicados.

### Youtube EDU
O canal Youtube Edu, abreviatura de educação, surgiu em 21 de novembro de 2013, de uma parceria entre o Google e o Instituto Lemann. Com a iniciativa, o Brasil tornou-se o segundo país a receber o projeto de um canal exclusivo de conteúdo educativo no Youtube, o primeiro foi Estados Unidos. Inicialmente, foram selecionados 8 000 vídeos de professores brasileiros, já reconhecidos na plataforma e com canal próprio, e o Youtube Edu foi dividido por disciplinas, como biologia, matemática, língua portuguesa, física e química, com foco no ensino médio.

## Usos e operações
Em março de 2006, cerca de 20 000 novos vídeos foram subidos no YouTube diariamente. As visualizações diárias são estimadas na casa dos milhões, já que cerca de trinta milhões de vídeos são vistos diariamente. O serviço possui 20 empregados, sendo que quatro deles são estagiários da Universidade de Stanford, contratados como "censores" para analisar os materiais que os visitantes tenham marcado como "questionáveis".
O escritório do YouTube fica na Califórnia. Naquele escritório, trabalham apenas 67 pessoas, segundo o próprio YouTube. Qualquer usuário pode visitar o YouTube, existem diversos vídeos gratuitos. Há a opção de contas, porém só serão necessários para acessar alguns vídeos que são classificados para maiores de 18 anos de idade, nos demais não é preciso estar logado.

## O sistema

### Formato de vídeo
A tecnologia de reprodução dos vídeos do YouTube é baseada em HTML5. Essa tecnologia permite que o site exiba os vídeos com qualidade comparável a tecnologias mais estabelecidas no mercado (como o Windows Media Player, QuickTime e RealPlayer), anteriormente foi usado o Adobe Flash Player (usado durante 2005 até 2015), que geralmente requeria um download e instalação de um plugin no navegador para a visualização. Flash necessitava de um plugin, mas a Adobe considerava que o plugin do Flash 8 estava presente em mais ou menos 90% dos computadores com acesso à Internet. Os vídeos do YouTube eram reproduzidos usando o Flash Video (.flv) e codec de vídeo Sorenson Spark (H.263).
Os usuários podem ver o vídeo no modo janela ou tela cheia, e foi possível trocar entre os modos no meio da reprodução sem a necessidade de carregar de novo o vídeo por causa da função tela cheia do Adobe Flash Player 9. O vídeo também pode ser reproduzido com players como GOM Player, gnash, VLC assim como outros players baseados em FFmpeg.
Os vídeos enviados ao YouTube estão limitados a 15 minutos e ficheiros de no máximo 2 GB. Só se pode enviar um vídeo por vez através da interface padrão, ou múltiplos vídeos usando o plugin para Windows. Quando o YouTube foi lançado em 2005, podia-se enviar vídeos mais longos que 10 minutos, assim as contas não poderão enviar vídeos mais longos que 10 minutos, mas as contas antigas ainda possuem esse recurso, fazendo com que alguns vídeos do YouTube tenham uma duração maior do que o limite atual. Esse limite de duração foi introduzido em março de 2006, quando o YouTube descobriu que a maioria dos vídeos excedendo esse limite eram subidas (uploads) de programas de televisão e vídeos não autorizados.
YouTube aceita o envio de filmes na maioria dos formatos, incluindo .wmv, .avi, .mov, .mpeg, .mp4, DivX, FLV e .ogg. O site possui suporte a 3GP, permitindo que vídeos sejam enviados diretamente do celular.
Desde abril de 2011, todos os vídeos carregados para o site são convertidos para WebM.

### Qualidade de vídeo padrão e alta
O vídeo padrão era em Flash com 320x240 pixels usando o codec de vídeo H.263. Em março de 2008 o YouTube lançou a opção de ver alguns de seus vídeos em formato "High Quality". Os vídeos de alta qualidade estão disponíveis em duas versões, ambas com um tamanho máximo de 480x360 pixels. Ao escolher a opção "ver em qualidade maior" ou adicionar "&fmt=6" para a url do vídeo, o vídeo é reproduzido usando o codec H.263 com monosound, e adicionando "&fmt=18" é reproduzido usando o codec H.264/MPEG-4 AVC com áudio ACC incorporando dois canais de áudio permitindo som estéreo. O YouTube decide quais vídeos são capazes de melhorar-se a qualidade baseado no padrão do upload original.
Quando perguntado por que YouTube não escolheu o formato HD, o site respondeu: "Nossa filosofia geral é ter certeza de que a maior quantidade possível de pessoas tenham acesso ao YouTube e que os vídeos comecem rápido e tenham uma reprodução tranquila. Essa é uma razão para não nos veres correndo para nos chamar de 'Super Duper YouTube HD', porque a maioria das pessoas não querem esperar um longo tempo para o vídeo começar".
Atualmente, o YouTube possibilita vídeos em resolução 4K, 8K e também vídeos em 360° graus, no qual é possível visualizar os arredores da área em que a câmera está gravando.

### Formato de áudio
Os vídeos continham um áudio mono MP3 como parte do ficheiro Flash Video. Os vídeos na qualidade padrão possuem uma bit rate de 64 kbit/s e 22 050 Hz, puxando uma largura de banda de mais ou menos 10 kHz. Audio dos vídeos de alta qualidade são de 96 kbit/s e 44 100 Hz mono.
Vídeos reproduzidos com o "&fmt=18" adicionado ao url do vídeo possuem dois canais de áudio com 120 kbit/s, 44 100 kHz usando som AAC dando a eles potencial para um áudio estéreo. Esse modo de codec é o padrão para os vídeos reproduzidos na Apple TV, iPhone, ou iPod Touch.

### Acessibilidade do conteúdo
No YouTube
YouTube aceita arquivos de vídeo com formatos comuns e convertia-os para vídeos em Flash para torná-los disponíveis para ver online. Desde junho de 2007, vídeos novos enviados ao site têm sido codificados usando o codec H.264 para permitir a reprodução dos vídeos em aparelhos que suportem "H.264 streaming".
Fora do YouTube
Cada vídeo do YouTube é acompanhado de um pedaço de HTML markup que pode ser usado para fazer a ligação com o vídeo ou embed numa página fora do site do YouTube, a menos que o usuário que subiu o vídeo escolha desabilitar esse recurso. Uma pequena alteração no markup permite que o vídeo comece a reprodução quando a página se carrega. Essa opção é especialmente popular em usuários de sites de relacionamentos. Os vídeos do YouTube podem também ser acedidos por um gadget que foi disponível na página iGoogle.
Os vídeos do YouTube foram criados para serem vistos enquanto se está conectado a Internet, e nenhum recurso oficial permite a descarga (download) dos vídeos gratuitamente, se não aderir ao YouTube Premium para serem vistos offline. Entretanto existem alguns sites e aplicativos (incluindo o Free Download Manager) e extensões para navegadores (como extensões para o Firefox) que permitem a descarga dos vídeos. Alternativamente, quando se está usando o Internet Explorer, arquivos.flv podem ser copiados da pasta Temporary Internet Files do Windows, ou ao diretório /tmp em sistemas GNU, para uma pasta permanente. Os arquivos.flv podem então serem vistos e editados diretamente ou convertidos a outros formatos usando-se vários aplicativos, como o VLC media player.
Em telefonia móvel
YouTube lançou seu site mobile, YouTube Mobile, em 15 de junho de 2007. Foi baseado em xHTML e usa vídeos 3GP com codec H.263/AMR e streaming RTSP. É acedido via interface web em "m.youtube.com" ou através da YouTube's Mobile Java Application.
Na televisão
O "YouTube TV Channel" começou a ser exibido na Information TV 2 no dia 7 de janeiro de 2008. O canal exibe vídeos do site do YouTube.
Na Apple TV, iPhone e iPod touch
Apple Inc. anunciou em 20 de junho de 2007 que o YouTube estaria acessível no Apple TV depois da instalação de uma atualização de software gratuita. A funcionalidade inclui navegação pelas categorias, busca por vídeos, e a habilidade de se logar no site diretamente do Apple TV. Estão disponíveis milhares dos vídeos do YouTube mais populares, e há planos de adicionarem-se milhares de novos vídeos a cada semana. O objetivo era adicionar-se todo o catálogo do YouTube no verão de 2007. De acordo com o Apple VP David Moody, a causa do atraso foi a necessidade de todo o conteúdo do YouTube ser encodado para o padrão de vídeo preferido pela Apple Inc., H.264.
Apple anunciou no dia 20 de junho de 2007 que o YouTube estaria disponível no iPhone no lançamento. A reprodução dá-se através de Wi-Fi ou EDGE. Os vídeos para o iPhone também são encodados no formato H.264. Todos os vídeos são visualizados na orientação horizontal do iPhone. Como os vídeos do YouTube tem a razão de 4:3 e os do iPhone são 3:2, os vídeos precisam ser visualizados com barras pretas nos lados ("Pillar Boxed") ou ser feito o zoom para se diminuirem as barras. Inicialmente nem todos os vídeos do YouTube estavam disponíveis para o iPhone, porque nem todos estavam encodados para o H.264. Há duas versões de cada vídeo do YouTube, uma com maior resolução para uso com Wi-Fi, e outra com menor resolução para usar com EDGE ou 3G. Diferente da versão para Apple TV, os usuários não podem logar no site, mas podem criar uma lista de favoritos a parte apenas para o iPhone.

### Anotações
Em junho de 2008 o YouTube lançou uma versão beta para testes do recurso Anotações, que mostraria notas ou links dentro do vídeo. As Anotações vão permitir que informações sejam adicionadas ao vídeo, por exemplo histórias com múltiplas possibilidades (usuários clicam para escolher a próxima cena), e links para outros vídeos do YouTube. Inicialmente, as Anotações não iriam aparecer nos vídeos embedded fora do site do YouTube, mas a partir de agosto de 2008 está também disponível para os vídeos embed.

### Video rankings
YouTube recompensa vídeos com honras, os mais populares sendo os "mais vistos" que são divididos em quatro categorias: hoje, essa semana, esse mês, e todos os tempos.

## Repercussão

### Impacto social
Antes do lançamento do YouTube em 2005, havia poucos métodos simples disponíveis a usuários normais de computadores que queriam colocar seus vídeos na Internet. Com sua interface de fácil uso, YouTube tornou possível a qualquer um que usa computador a postar na Internet um vídeo que milhões de pessoas o poderiam ver em poucos minutos. A grande variedade de tópicos cobertos pelo YouTube tornou o compartilhamento de vídeo uma das mais importantes partes da cultura da Internet.
Um dos primeiros exemplos do impacto social do YouTube foi o sucesso do vídeo "Bus Uncle" em 2006. O vídeo mostra uma conversa animada entre um jovem e um homem mais velho em um ônibus de Hong Kong, e foi largamente discutido nas principais medias. Outro vídeo que recebeu grande cobertura foi o "guitar", que mostra a performance da música de Johann Pachelbel, "Pachelbel's Canon", numa guitarra elétrica. O nome da pessoa que tocava a música não foi revelado no vídeo, e depois de receber milhões de visitas o New York Times revelou a identidade do guitarrista, Jeong-Hyun Lim, um jovem de 23 anos da Coreia do Sul que gravou a música em seu quarto.
Entre os vários impactos do YouTube está o efeito social de influência das diversas celebridades digitais com canais nesta rede social. As suas formas de influência mesclam esquemas antigos com sistemas sociotécnicos novos. Por um lado, os canais de YouTube permitem o voyeurismo, a difusão de trabalhos ou de informações e ensinamentos variados. Por outro, são usadas estratégias de Marketing com o objetivo de captura da atenção, de partilhas ou mesmo no encaminhamento para consumos (de produtos, de ideias, de ideologias ou de serviços). Não obstante, estudos sobre práticas sociais no YouTube demonstram que o consumo dos seus conteúdos têm a capacidade de reforçar laços entre gerações e grupos de pares mas também são geradores de um novo tipo de medo: o medo do consumo solitário, revelador de alienação e desintegração social.

### Críticas negativas

#### Qualidade de execução dos vídeos
Da mesma forma que foi no Google Video, existem questionamentos a respeito da qualidade técnica na execução dos vídeos. Tal queixa, no entanto, não é específica ao serviço do YouTube, já que diversos outros sistemas de streaming de vídeos possuem o mesmo problema.
Os vídeos também tendem a funcionar melhor, ou seja, sem alguns defeitos, com banda larga de alta velocidade.

#### Materiais ilegais
O tamanho dos vídeos foi restrito a 10 minutos no máximo de duração. Essa redução foi em função do envio de episódios completos de séries da televisão e material com copyright enviados pelos usuários. Apesar disso, encontram-se facilmente episódios de séries com menos de 10 minutos, principalmente em desenhos animados, exibidos em TVs pagas. Mas, alguns usuários enviam o episódio em partes, ou seja, se o episódio possui 20 minutos de duração, a pessoa o envia com duas partes. Em julho de 2010, essa restrição passou de 10 a 15 minutos. Dias depois, o YouTube anunciou que o usuário que nunca infringiu direitos autorais poderia enviar livremente vídeo de qualquer tamanho.
Em fevereiro de 2019 Felipe Neto denunciou que o YouTube ignorou um esquema que pedófilos o usam para assistir a vídeos sugestivos de crianças no site, em vez de reportar-se à polícia.

#### Spam
Com as recentes melhorias na tecnologia de filtragem de spam de e-mails e seu uso cada vez maior, spammers começaram a usar o YouTube como um meio de propaganda: vídeos populares frequentemente tem comentários com links para sites externos irrelevantes, normalmente com uma frase chamativa (como "Ótimo vídeo, vá para<site> para a versão completa").
Combatendo o spam
Para combatê-lo, o YouTube começou a bloquear comentários com URLs desde o final de 2006; se um usuário tentar postá-lo com uma URL, será descartado e não aparecererá. A partir de agosto de 2007 esse recurso parece ter-se expandido a comentários dos perfis, apesar de o usuário receber uma mensagem ambígua "erro no processamento de teu comentário". Entretanto, postar links ainda é permitido em "bulletins", mensagens privadas, e grupos de discussão.
Além disso, se um usuário postar vários comentários num curto espaço de tempo, ser-lhe-ão pedidos para completar o CAPTCHA. O CAPTCHA foi melhorado depois que um famoso spammer ter usado uma falha do programa. Apesar disso, a falha do CAPTCHA ainda está presente nalgumas áreas do site.
Outros tipos de spammers
Outros exemplos de spammers incluem usuários que usam posts não relacionados a vídeos (incluindo correntes). Eles podem também enviar uma mensagem à caixa de correio do usuário (essencialmente na forma de texto puro).
Spam através do "Convide seus amigos"
Um dos recursos do YouTube é a habilidade de enviar convites a pessoas através de e-mails usando o recurso "Convida teus amigos". A intenção desse recurso era aumentar o número de usuários do YouTube. Quando spammers o descobriram, abusaram desse recurso para gerar mais spam. A mensagem se parece com um legítimo convite do YouTube, exceto que inclui o típico conteúdo de spam.

### Controvérsias sobre orankingde vídeos
O número de visitas de alguns vídeos do YouTube há sido objeto de controvérsias, alguns dizem que sistemas automáticos foram usados para se aumentar o número de visitas recebidas, o que é proibido pelos termos de serviço do YouTube.
YouTube desenvolveu medidas de segurança para se garantir a veracidade das estatísticas. Apesar de ser difícil dizer quantas vezes isso acontece, o YouTube garantiu que não é tão usado assim. Assim que eles são avisados das suspeitas removem o vídeo ou canal da área pública.
Em março de 2008, um vídeo não oficial da canção "Music Is My Hot Hot Sex" da banda brasileira Cansei de Ser Sexy contava com mais de 114 milhões de visitas. O vídeo foi temporariamente removido do YouTube depois de alegações de uso de sistemas automáticos ou que o YouTube foi raqueado, antes de ser apagado pelo usuário, que afirma não ter usado nenhum método ilegal para aumentar as visitas.
O vídeo do YouTube de Avril Lavigne cantando "Girlfriend" também foi acusado de colocar um link no site AvrilBandAids, um site de fã devoto a Avril Lavigne, para um site com mecanismo de auto-recarregamento. Clicando no link, o site automaticamente recarrega o vídeo a cada quinze segundos, contando uma nova visita a cada vez. Os fãs da Avril Lavigne foram "encorajados" a manter a página aberta enquanto navegavam pela internet, enquanto estudavam para provas, ou até enquanto dormiam. Para mais poderiam abrir dois, três ou mais abas no navegador nesta página. Em julho de 2008 esse vídeo passou o vídeo "Evolution Dance" de Judson Laipply como o mais visto de todos os tempos. Em outubro do mesmo ano o vídeo contava com 105 milhões de visitas, contra 101 milhões do "Evolution of Dance". Em 2010 o clipe da música Party in the U.S.A. da cantora Miley Cyrus atingiu quase 117 milhões de acessos. Em 2012 o clipe da música "Baby" do cantor Justin Bieber atingiu 800 milhões de acessos. Neste mesmo ano o clipe da música Gangnam Style, do rapper Psy, atingiu um bilhão de acessos.

## Questões legais
O YouTube há sido alvo de ações de censura em vários países por causa do conteúdo que hospeda. O site já foi bloqueado em vários países desde o seu lançamento, como Austrália Indonésia, Irã, Paquistão, Síria, Sudão, Tailândia, Tunísia e Turquia.
Brasil, China e Marrocos chegaram a bloquear o site, mas depois o bloqueio foi desfeito. Outros países têm bloqueios parciais. Nos Emirados Árabes Unidos algumas páginas estão banidas. Na Arábia Saudita a página para confirmar a data de nascimento está bloqueada, impedindo acesso a conteúdo adulto. Apesar de bloqueios em alguns países ainda é possível usar "proxies" para se contornarem essas restrições.
Na Tailândia, o YouTube foi suspenso em abril de 2007 depois de ter sido detectado um vídeo considerado ofensivo ao Rei do país. A suspensão foi levantada em agosto do mesmo ano depois de o portal ter removido o vídeo e concordado em não autorizar material semelhante. Na República Popular da China o YouTube foi bloqueado no dia 18 de outubro de 2008 por causa de censura da bandeira Taiwanesa. As URLs do YouTube foram redirecionadas ao buscador da China, Baidu. O site foi depois desbloqueado em 31 de outubro.
Na Turquia, algumas páginas de vídeo foram banidas no dia 1 de outubro de 2007, mas foram liberadas dois dias depois. Em 22 de janeiro de 2008 a Turquia baniu o YouTube mais uma vez, e novamente o liberou depois de três dias. O YouTube está atualmente bloqueado na Turquia desde maio de 2008 depois de controvérsias sobre um vídeo insultando Mustafa Kemal Atatürk.
Num vídeo de entrevistas da Fox News Atlanta, mencionou-se que "uma substancial porção da população da Turquia" usa "proxies" para contornar essas restrições. A entrevista mencionou especificamente um exemplo de proxy, o site VTunnel.com, que recebe mais de um milhão de visitas por dia só da Turquia.

### Brasil
Seguindo uma determinação judicial, no dia 5 de janeiro de 2007, o acesso aos serviços e conteúdos do YouTube foi bloqueado no Brasil pela operadora de telecomunicações Brasil Telecom através da obstrução de seu backbone internacional, impedindo aos provedores acesso a Internet IG, IBest e BrTurbo disponibilizassem o site aos seus cerca de 5,5 milhões de usuários. O ofício expedido pela 23ª Vara Civil de São Paulo pedia "o bloqueio do site www.youtube.com, da co-ré YouTube Inc, aos internautas brasileiros" para se fazer cumprir a ordem do desembargador Ênio Santarelli Zuliani, do Tribunal de Justiça de São Paulo, de se bloquear um vídeo em que a modelo e apresentadora de televisão Daniella Cicarelli e seu namorado trocam carícias no mar em uma praia espanhola. O bloqueio do vídeo, descoberto no site e divulgado pela mídia em setembro de 2006, foi feito a pedido do namorado da apresentadora.
Diante da repercussão negativa no Brasil e no mundo desse ato de censura por motivo fútil, Zuliani declarou que sua ordem era de bloquear-se apenas o vídeo e não o site inteiro, o que é tecnicamente impossível já que os vídeos são publicados pelos usuários e podem ter nomes diferentes ou estar dentro de outros vídeos. Mesmo o bloqueio ao site é facilmente burlável. No dia 9 de janeiro, o desembargador deu novo despacho em que esclarecia que o site não deveria ser bloqueado. No dia seguinte já era acessível novamente. Um porta-voz do YouTube declarou que o vídeo em questão fora removido.
Segundo o site Alexa, o YouTube está na 4.ª posição no ranking dos sites mais acessados no Brasil. Está atrás da versão internacional do Google (google.com) na 3ª posição, Facebook (facebook.com) na 2ª posição, e da versão em domínio brasileiro do Google (google.com.br) na 1ª posição.
O YouTube fechou uma parceria com a TV Globo para se exibirem vídeos da maior emissora do país. Segundo o principal executivo do Google no Brasil, Alexandre Hohagen, "isso traz mais credibilidade depois de muita discussão sobre uso de conteúdo pelo YouTube no mundo inteiro". Os primeiros vídeos da Globo que serão disponibilizados no YouTube serão o da novela teen "Malhação".
A RecordTV possui uma conta no site desde 30 de junho de 2006. Através dela, divulga a sua programação. Desde janeiro de 2009, está fragmentando as suas novelas e telejornais.

### ID de áudio e ID de vídeo
O YouTube lançou a ferramenta "ID de áudio e ID de vídeo", para que os proprietários de conteúdo. Assim quando um usuário enviar um vídeo protegido por direitos autorais, o vídeo ou será bloqueado ou terá anúncios.

## Versões locais
Em 19 de junho de 2007, Eric E. Schmidt estava em Paris para lançar o novo sistema de localização. Toda a interface do site está agora disponível em idiomas e versões locais em vários países:
| País          | URL            | Língua                               | Lançamento             |
| ------------- | -------------- | ------------------------------------ | ---------------------- |
| Austrália     | au.youtube.com | Inglês da Austrália                  | 22 de outubro de 2007  |
| Brasil        | br.youtube.com | Português do Brasil                  | 19 de junho de 2007    |
| Canadá        | ca.youtube.com | Inglês do Canadá e Francês do Canadá | 6 de novembro de 2007  |
| Chéquia       | cz.youtube.com | Tcheco                               | 9 de outubro de 2008   |
| França        | fr.youtube.com | Francês da França                    | 19 de junho de 2007    |
| Alemanha      | de.youtube.com | Alemão                               | 18 de novembro de 2007 |
| Hong Kong     | hk.youtube.com | Chinês tradicional                   | 17 de outubro de 2007  |
| Israel        | il.youtube.com | Hebraico                             | 16 de setembro de 2008 |
| Índia         | in.youtube.com | Inglês da Índia                      | 7 de maio de 2008      |
| Irlanda       | ie.youtube.com | Inglês da Irlanda                    | 19 de junho de 2007    |
| Itália        | it.youtube.com | Italiano                             | 19 de junho de 2007    |
| Japão         | jp.youtube.com | Japonês                              | 19 de junho de 2007    |
| Coreia do Sul | kr.youtube.com | Coreano                              | 23 de janeiro de 2008  |
| México        | mx.youtube.com | Espanhol do México                   | 10 de outubro de 2007  |
| Países Baixos | nl.youtube.com | Neerlandês                           | 19 de junho de 2007    |
| Nova Zelândia | nz.youtube.com | Inglês da Nova Zelândia              | 22 de outubro de 2007  |
| Polónia       | pl.youtube.com | Polonês                              | 19 de junho de 2007    |
| Rússia        | ru.youtube.com | Russo                                | 13 de novembro de 2007 |
| Espanha       | es.youtube.com | Espanhol da Espanha                  | 19 de junho de 2007    |
| Suécia        | se.youtube.com | Sueco                                | 22 de outubro de 2008  |
| Taiwan        | tw.youtube.com | Chinês tradicional                   | 18 de outubro de 2007  |
| Reino Unido   | uk.youtube.com | Inglês do Reino Unido                | 19 de junho de 2007    |
| Portugal      | www.youtube.pt | Português de Portugal                | 7 de maio de 2008      |

Eis outros domínios registados à semelhança do Youtube: (Consultado em 7 de maio de 2014)
| Dono / Registo                 | URL                                                                |
| ------------------------------ | ------------------------------------------------------------------ |
| Google Inc. / MarkMonitor Inc. | youtube.com                                                        |
| Google Inc. / MarkMonitor Inc. | https://web.archive.org/web/20090314112657/http://youtube.net/     |
| Google Inc. / MarkMonitor Inc. | https://web.archive.org/web/20060408221043/http://www.youtube.org/ |
| Google Inc. / MarkMonitor Inc. | https://web.archive.org/web/20141015085151/http://www.yt.com/      |
| Desconhecido / MONIKER LLC     | http://yt.net/                                                     |
| SEDO / Domains By Proxy        | http://yt.org/                                                     |

O Google tenta competir com websites de compartilhamento de vídeos como o Dailymotion na França. Ele também fez um acordo com estações de televisão locais como a M6 e a France Télévisions para transmitir legalmente os conteúdos em vídeo.
O YouTube planeja criar uma versão local na Turquia, mas encontrou problemas, pois as autoridades turcas pediram que o o YouTube criasse um escritório na Turquia, o que significaria que eles estariam sob as leis da Turquia. YouTube diz que não tem nenhuma intenção de fazê-lo, e que os vídeos não estão sujeitos a nenhuma lei da Turquia. Veja mais em Questões legais.

## YouTube nos eventos mundiais

### Eleições
Pela visibilidade e facilidade de acesso, o YouTube passou a ser usado por alguns políticos como meio de propaganda de suas candidaturas. Os votantes podem assim ver as propostas do candidato, e fazer vídeos o apoiando (ou se opondo a ele).
Recentemente, políticos franceses e italianos, como Antonio Di Pietro, passaram a usá-lo como parte de suas campanhas.
Nas eleições presidenciais de 2008 dos Estados Unidos a CNN apresentou um debate em que os candidatos respondiam perguntas selecionadas de uma lista de perguntas submetidas por usuários do YouTube. Por causa do uso da tecnologia para juntarem-se questões de uma grande variedade de usuários, o debate tem sido considerado como o "debate presidencial mais democrático de todos os tempos".
Os meios de comunicação dos Estados Unidos comentou várias vezes que o YouTube teve papel significativo na derrota do senador George Alle nas eleições de 2006 por causa de um vídeo em que fazia alegações racistas. "Se não fosse o vídeo hostil e os blogs, Allen haveria tido uma vitória esmagadora. Mas o vídeo chegou ao YouTube, e depois às redes de TV, acabando assim com as esperanças de Allen reeleger-se.

## Prêmio para Criadores do YouTube
O YouTube possui um programa de reconhecimento para seus criadores, conhecido como Prêmio para Criadores do YouTube ou simplesmente Placa do YouTube, aonde os criadores de conteúdo recebem uma placa comemorativa prateada quando atingem a marca de cem mil inscritos. Há outros níveis, como uma placa dourada para canais com um milhão de inscritos.

## YouTube Video Awards
Em 2006 YouTube apresentou o anual "YouTube Video Awards" As categorias incluem "o mais adorável vídeo de todos os tempos" e "o mais criativo". O YouTube nomeia os concorrentes e os usuários decidem o vencedor. Apenas vídeos originais e criados pelos usuários são nomeados. Nomeações para o concurso de 2006 incluem "Peter Oakley (geriatric1927)", "LonelyGirl15", "thewinekone", "Renetto", "Nezzomic", e "Chad Vader".

## Rewind
Entre 2010 e 2019 o YouTube lançava ao fim de cada ano um vídeo fazendo uma retrospectiva dos assuntos e tendências mais populares no ano anterior, incluindo a participação de variados criadores de conteúdo. A versão 2018 ficou infame pela alta rejeição do público, tornando-se o vídeo com mais reações negativas da história da plataforma. Depois de não haver Rewind em 2020 pela situação desfavorável com a pandemia de COVID-19, em 2021 foi anunciado que a série não continuaria.